# Аеропорт Шпіро Мугоша
Аеропорт Шпіро Мугоша (чорногорська та сербська кирилиця: Aerodrom Špiro Mugoša / Aerodrom Špiro Mugoša), також відомий як аеропорт Чемовське поле (Aerodrom Ćemovsko Polje / Ћемовсько Поље) — це невеликий аеропорт поблизу столиці Чорногорії — Подгориці, який був відкритий у 1994 році. Аеропорт лежить у частині Подгориці, яка називається Старий аеропорт, і здебільшого так аеропорт називають місцеві жителі. Він розміщений за два кілометри від залізничної станції Подгориця та за п'ять кілометрів від міжнародного аеропорту Голубовці. Аеропорт Шпіро Мугоша знаходиться на висоті 62 метри над рівнем моря. Це шостий за величиною аеропорт у цій країні. Використовується в спортивних та тренувальних цілях.
| Кліматограма Špiro Mugoša Airport                                                               | Кліматограма Špiro Mugoša Airport | Кліматограма Špiro Mugoša Airport | Кліматограма Špiro Mugoša Airport | Кліматограма Špiro Mugoša Airport | Кліматограма Špiro Mugoša Airport | Кліматограма Špiro Mugoša Airport | Кліматограма Špiro Mugoša Airport | Кліматограма Špiro Mugoša Airport | Кліматограма Špiro Mugoša Airport | Кліматограма Špiro Mugoša Airport | Кліматограма Špiro Mugoša Airport |
| ----------------------------------------------------------------------------------------------- | --------------------------------- | --------------------------------- | --------------------------------- | --------------------------------- | --------------------------------- | --------------------------------- | --------------------------------- | --------------------------------- | --------------------------------- | --------------------------------- | --------------------------------- |
| С                                                                                               | Л                                 | Б                                 | К                                 | Т                                 | Ч                                 | Л                                 | С                                 | В                                 | Ж                                 | Л                                 | Г                                 |
| 325 7 −1                                                                                        | 289 9 1                           | 229 16 5                          | 247 21 8                          | 152 27 14                         | 98 31 18                          | 64 37 21                          | 57 34 22                          | 201 28 16                         | 212 21 11                         | 307 13 6                          | 252 7 −1                          |
| Середня макс. і мін. температури повітря (°C) Атмосферні опади (мм), за рік : 2433 мм. Джерело: |                                   |                                   |                                   |                                   |                                   |                                   |                                   |                                   |                                   |                                   |                                   |

Клімат вологий і субтропічний. Середня температура — 15 ° C. Найтеплішим місяцем є липень при 29 ° C, а найхолоднішим січень при 3 ° C. Середня кількість опадів становить 2431 міліметр за рік. Найвологіший місяць — січень з дощем 325 міліметрів, а найвологіший серпень — 57 міліметрів.

## Історія
До відкриття в Подгориці міжнародного Аеропорту Голубовці летовище Чемовське Поле було єдиним у місті. Його використовували головним чином для військового призначення. Аеропорт був один з найжвавіших аеропортів Югославії. Він витримав сильні бомбардування під час нальотів на Подгорицю під час Другої світової війни. Аеропорт був офіційно відкритий у 1994 році з вимощеною злітно-посадковою смугою. Це один із п'яти чорногорських аеропортів, де встановлена брукована злітно-посадкова смуга.
Після війни аеропорт був відбудований у 1960-х роках. На аеродромі є ангар 60 х 20 м, з площею 1200 кв. м і він має злітно-посадкову смугу з асфальтовим покриттям, з довжиною тільки 800 м і шириною 23 м, а також паралельну смугу з травою, з довжиною 1000 метрів і шириною 40 м. Тому він не може обслуговувати великі літаки. Однак його поле відповідає потребам авіації загального призначення. Зараз його використовують аероклуби, що організовують стрибки з парашутом, польоти планерів та інші види повітряних видів спорту.